# تپه قلعه‌میدان
تپه قلعه میدان مربوط به دوره اشکانیان - دوره ساسانیان است و در شهرستان ششتمد، روستای قلعه‌میدان (ششتمد) واقع شده و این اثر در تاریخ ۵ آذر ۱۳۷۹ با شمارهٔ ثبت ۲۹۰۱ به‌عنوان یکی از آثار ملی ایران به ثبت رسیده‌است.